# Liste des rhopalocères de Guyane
Cet article recense les espèces de lépidoptères rhopalocères (ou « papillons de jour ») inventoriées en Guyane française, augmentée de celles inventoriées dans les « Guyanes » sans qu'il soit spécifiquement indiqué si elles sont présentes en Guyane française, au Guyana ou au Suriname. Toutefois, le grand nombre d'espèces de papillons nouvellement inventoriés en Guyane française et l'absence de limitation géographique entre ces trois états portent à penser que la plupart des espèces inventoriées dans les Guyanes en général sont présentes en Guyane française en particulier.
La Guyane française, le Guyana et le Suriname sont caractérisés par une plaine côtière marécageuse et une forêt tropicale au climat équatorial humide sur la majorité du territoire ce qui conditionne la richesse et la répartition des espèces de papillons diurnes résidents.

## Famille desHesperiidae

### Sous-famille desHesperiinae
- Anatrytone barbara (Williams & Bell, 1931)
- Anatrytone sarah Burns, 1994
- Arotis bryna (Evans, 1955)
- Arotis evansi (Mielke, 1972)
- Artines aepitus (Geyer, [1832])
- Atalopedes campestris (Boisduval, 1852)
- Carystoides yenna Evans, 1955
- Carystus hocus Evans, 1955
- Copaeodes jean Evans, 1955
- Corticea lysias (Plötz, 1883)
- Cymaenes alumna (Butler, 1877)
- Cynea anthracinus (Mabille, 1877)
- Cynea cyrus (Plötz, 1882)
- Cynea diluta (Herrich-Schäffer, 1869)
- Cynea robba Evans, 1955
- Enosis iccius Evans, 1955
- Eutychide subpunctata Hayward, 1940
- Lerema ancillaris (Butler, 1877)
- Mnasilus allubita (Butler, 1877)
- Nastra guianae (Lindsey, 1925)
- Orphe vatinius Godman, [1901]
- Orthos trinka Evans, 1955
- Papias ignarus (Bell, 1932)
- Papias phaeomelas (Hübner, [1831])
- Papias phainis Godman, [1900]
- Paracarystys hypargyra (Herrich-Schäffer, 1869)
- Penicula advena (Draudt, 1923)
- Perichares butus (Möschler, 1877)
- Phanes almoda (Hewitson, 1866)
- Phemiades pohli (Bell, 1932)
- Phlebodes campo (Bell, 1947)
- Polites vibex (Geyer, [1832])
- Propertius phineus (Cramer, [1777])
- Quasimellana angra (Evans, 1955)
- Quasimellana eulogius (Plötz, 1883)
- Quasimellana pandora (Hayward, 1940)
- Saliana severus (Mabille, 1895)
- Saliana vixen Evans, 1955
- Saturnus reticulata (Plötz, 1883)
- Saturnus saturnus (Fabricius, 1787)
- Thargella caura (Plötz, 1882)
- Vettius marcus (Fabricius, 1787)
- Vettius phyllus (Cramer, [1777])
- Wallengrenia otho (Smith, 1797)

### Sous-famille desPyrginae
- Aguna coelus (Stoll, [1781])
- Astraptes apastus (Cramer, [1777])
- Augiades crinisus (Cramer, [1780])
- Augiades epimethea (Plötz, 1883)
- Autochton bipunctatus (Gmelin, [1790])
- Autochton itylus Hübner, [1823]
- Autochton neis (Geyer, 1832)
- Bungalotis borax Evans, 1952
- Bungalotis midas (Cramer, [1775])
- Cabirus procas (Cramer, [1777])
- Camptopleura termon (Hopffer, 1874)
- Carrhenes fuscescens (Mabille, 1891)
- Celaenorrhinus shema (Hewitson, 1877)
- Charidia lucaria (Hewitson, 1868)
- Chiomara basigutta (Plötz, 1884)
- Chiomara mithrax (Möschler, 1879)
- Clito clito (Fabricius, 1787)
- Clito littera (Mabille, 1877)
- Drephalys olvina Evans, 1952
- Drephalys oriander (Hewitson, 1867)
- Drephalys talboti (Le Cerf, 1922)
- Dyscophellus euribates (Stoll, [1782])
- Dyscophellus sebaldus (Stoll, [1781])
- Ebrietas evanidus Mabille, 1898
- Ectomis cythna (Hewitson, 1878)
- Entheus gentius (Cramer, 1777)
- Entheus priassus (Linnaeus, 1758)
- Eracon clinias (Mabille, 1878)
- Heliopetes arsalte (Linnaeus, 1758)
- Heliopyrgus domicella (Erichson, 1848)
- Hyalothyrus infernalis (Möschler, 1877)
- Iliana heros (Mabille & Boullet, 1917)
- Milanion hemes (Cramer, [1777])
- Milanion leucaspis (Mabille, 1878)
- Morvina falisca (Hewitson, 1878)
- Narcosius aulina (Evans, 1952)
- Nascus broteas (Cramer, 1780)
- Nascus paulliniae (Sepp, [1842])
- Nisoniades brunneata (Williams & Bell, 1939)
- Nisoniades ephora (Herrich-Schäffer, 1870)
- Nisoniades guianae (Williams & Bell, 1939)
- Nisoniades laurentina (Williams & Bell, 1939)
- Nisoniades macarius (Herrich-Schäffer, 1870)
- Nisoniades mimas (Cramer, [1775])
- Nisoniades rubescens (Möschler, 1877)
- Oileides azines (Hewitson, 1867)
- Oileides fenestratus (Gmelin, [1790])
- Oileides vulpinus Hübner, [1825]
- Onenses kelso Evans, 1953
- Ouleus juxta (Bell, 1934)
- Pachyneuria lista Evans, 1953
- Paramimus scurra (Hübner, [1809])
- Phanus vitreus (Stoll, [1781])
- Phocides polybius (Fabricius, 1793)
- Phocides thermus (Mabille, 1883)
- Plumbago pulverea (Mabille, 1878)
- Polygonus savigny (Latreille, [1824])
- Polythrix auginus (Hewitson, 1867)
- Porphyrogenes sororcula (Mabille & Boullet, 1912)
- Proteides mercurius (Fabricius, 1787)
- Pseudodrephalys hypargus (Mabille, 1891)
- Pyrdalus corbulo (Stoll, [1781])
- Pythonides lerina (Hewitson, 1868)
- Pythonides limaea (Hewitson, 1868)
- Quadrus contubernalis (Mabille, 1883)
- Quadrus deyrollei (Mabille, 1887)
- Sostrata festiva (Erichson, [1849])
- Staphylus incisus (Mabille, 1878)
- Tarsoctenus praecia (Hewitson, [1857])
- Telemiades epicalus Hübner, [1819]
- Telemiades nicomedes (Möschler, 1879)
- Urbanus albimargo (Mabille, 1875)
- Urbanus procne (Plötz, 1880)
- Urbanus simplicius (Stoll, [1790])
- Urbanus teleus (Hübner, 1821)
- Urbanus velinus (Plötz, 1880)
- Urbanus virescens (Mabille, 1877)
- Xenophanes tryxus (Stoll, [1780])

#### Tribu desPyrrhopygini
- Aspitha aspitha (Hewitson, [1866])
- Croniades pieria (Hewitson, [1857])
- Jemadia fallax (Mabille, 1878)
- Jemadia gnetus (Fabricius, 1781)
- Jemadia hewitsonii (Mabille, 1878)
- Mysarbia sejanus Hopffer, 1874
- Myscelus assaricus (Cramer, [1779])
- Myscelus pegasus Mabille, 1903
- Myscelus santhilarius (Latreille, [1824])
- Mysoria barcastus (Sepp, [1851])
- Parelbella ahira (Hewitson, [1866])
- Parelbella polyzona (Latreille, [1824])
- Passova glacia Evans, 1951
- Passova passova (Hewitson, [1866])
- Protelbella alburna(Mabille, 1891)
- Pyrrhopyge amyclas (Cramer, 1779)
- Pyrrhopyge amythaon Bell, 1931
- Pyrrhopyge arinas(Cramer, 1777)
- Pyrrhopyge creusae (Bell, 1931)
- Pyrrhopyge evansi Bell, 1947 ou Pyrrhopyge phidias evansi
- Pyrrhopyge phidias (Linnaeus, 1758)
- Pyrrhopyge proculus Hopffer, 1874
- Pyrrhopyge sergius Hopffer, 1874
- Pyrrhopyge thericles Mabille, 1891
- Yanguna thelersa (Hewitson, 1866)

## Famille desPapilionidae

### Sous-famille desPapilioninae
- Battus belus (Cramer, [1777])
- Battus lycidas (Cramer, [1777])
- Battus polydamas (Linnaeus, 1758)
- Eurytides callias (Rothschild & Jordan, 1906)
- Eurytides dolicaon (Cramer, [1775])
- Mimoides ariarathes (Esper, 1788)
- Mimoides pausanias (Hewitson, 1852)
- Papilio androgeus Cramer, [1775]
- Papilio anchisiades Esper, 1788
- Papilio chiansiades Westwood, 1872
- Papilio garleppi Staudinger, 1892
- Papilio menatius (Hübner, [1819])
- Papilio neyi Niepelt, 1909
- Papilio thoas Linnaeus, 1771
- Papilio torquatus Cramer, [1777]
- Parides aeneas (Linnaeus, 1758) (Parides aeneas lucasi)
- Parides anchises (Linnaeus, 1758)
- Parides chabrias (Hewitson, 1852) (Parides chabriasygdrasilla)
- Parides coelus (Boisduval, 1836)
- Parides echemon (Hübner, [1813]) (Parides echemon ercheteles)
- Parides lysander (Cramer, [1775])
- Parides mithras (Grose-Smith, 1902)
- Parides neophilus (Geyer, 1837)
- Parides panthonus (Cramer, [1780]) (Parides panthonus barbotini)
- Parides phosphorus (Bates, 1861)
- Parides sesostris (Cramer, [1779])
- Parides vertumnus (Cramer, [1779])
- Protesilaus molops (Rothschild & Jordan, 1906)
- Protesilaus protesilaus (Linnaeus, 1758)

## Famille desPieridae

### Sous-famille desColiadinae
- Anteos menippe (Hübner, [1818])
- Aphrissa fluminensis (d'Almeida, 1921)
- Eurema agave (Cramer, 1775)
- Eurema daira (Godart, 1819)
- Eurema elathea (Cramer, [1777])
- Eurema mexicana (Boisduval, 1836) (à confirmer)
- Eurema venusta (Boisduval, 1836)
- Phoebis neocypris (Hübner, [1823])
- Phoebis philea (Linnaeus, 1763)
- Phoebis sennae (Linnaeus, 1758)

### Sous-famille desDismorphiinae
- Dismorphia amphione (Cramer, [1779])
- Dismorphia crisia (Drury, [1782])
- Dismorphia theucharila (Doubleday, 1848)
- Dismorphia zathoe (Hewitson, [1858])
- Enantia aloikea Brévignon, 1993
- Moschoneura pinthous (Linnaeus, 1758)
- Patia orise (Boisduval, [1836])

### Sous-famille desPierinae
- Appias drusilla (Cramer, [1777])
- Archonias brassolis (Fabricius, 1777)
- Ascia monuste (Linnaeus, 1764)
- Hesperocharis nera (Hewitson, 1852)
- Itaballia demophile (Linnaeus, 1758)
- Perrhybris pamela (Stoll, [1780])

## Famille desLycaenidae

### Sous-famille desPolyommatinae
- Hemiargus hanno (Stoll, 1790)
- Leptotes cassius (Cramer, [1775])
- Leptotes marina (Reakirt, 1868)

### Sous-famille desTheclinae
- Allosmaitia fidena (Hewitson, 1867)
- Allosmaitia myrtusa (Hewitson, 1867)
- Allosmaitia strophius (Godart, 1824)
- Arawacus aetolus (Sultzer, 1776)
- Arawacus dolylas (Cramer, 1777)
- Arawacus lincoides (Draudt, 1917)
- Arcas imperialis (Cramer, 1775)
- Arcas tuneta (Hewitson, 1865)
- Arumecla aruma (Hewitson, 1874)
- Arzecla calatia (Hewitson, 1873)
- Arzecla taminella (Schauss, 1902)
- Atlides atys (Cramer, 1775)
- Atlides bacis  (Godman & Salvin, 1887)
- Atlides inachus (Cramer, 1775)
- Atlides polybe (Linnaeus, 1763)
- Atlides rustan (Stoll, 1790)
- Aubergina alda (Hewitson, 1868)
- Badecla badaca (Hewitson, 1868)
- Badecla picentia (Hewitson, 1868)
- Badecla quadramacula (Austin & J, 1997)
- Bistonina bactriana (Hewitson, 1868)
- Bistonina biston (Möschler, 1877)
- Bistonina olbia (Hewitson, 1867)
- Brangas caranus (Stoll, 1780)
- Brangas dydimaon (Cramer, 1777)
- Brangas getus (Fabricius, 1787)
- Brangas teucria (Hewitson, 1868)
- Brangas torfrida (Hewitson, 1867)
- Brevianta ematheon (Cramer, 1775)
- Busbiina bosora (Hewitson, 1870)
- Calycopis atnius (Herrich Schäffer, 1853)
- Calycopis cerata (Hewitson, 1877)
- Calycopis caesaries (Druce, 1907)
- Calycopis calus (Godart, 1824)
- Calycopis cos (Druce, 1907)
- Calycopis matho (Godman & Salvin, 1887)
- Calycopis puppius (Godman & Salvin, 1887)
- Calycopis xeneta (Hewitson, 1877)
- Camissecla vesper (Druce, 1909)
- Celmia anastomosis (Draudt, [1918])
- Celmia celmus (Cramer, 1775)
- Celmia color (Druce, 1907)
- Celmia conoveria (Schauss, 1902)
- Celmia mecrida (Hewitson, 1867)
- Chalybs hassan (Stoll, 1790)
- Chalybs janias (Cramer, 1779)
- Chlorostrymon simaethis (Drury, [1773])
- Chlorostrymon thelea (Hewitson, 1868)
- Contrafacia imma (Prittwitz, 1865)
- Cyanophrys amyntor (Cramer, 1775)
- Cyanophrys herodotus (Fabricius, 1793)
- Dicya carnica (Hewitson, 1873)
- Dicya iambe (Godman & Savin, 1887)
- Enos falerina (Hewitson, 1867)
- Enos myrtea (Hewitson, 1867)
- Erora badeta (Hewitson, 1873)
- Erora biblia (Hewitson, 1868)
- Erora nana (C.Felder & R.Felder, 1865)
- Evenus batesii (Hewitson, 1865)
- Evenus floralia (Druce, 1907)
- Evenus gabriela (Cramer, 1775)
- Evenus regalis (Cramer, 1775)
- Evenus satyroides (Hewitson, 1865)
- Evenus sponsa (Möschler, 1877)
- Exorbaetta metanira (Hewitson, 1867)
- Hypostrymon asa (Hewitson, 1867)
- Iaspis castitas (Druce, 1907)
- Iaspis ornata (Austin & Johnson, 1996)
- Iaspis temesa (Hewitson, 1868)
- Iaspis thabena (Hewitson, 1868)
- Iaspis verania (Hewitson, 1868)
- Ipidecla crepundia (Druce, 1909)
- Ipidecla schausi (Godman & Savin, 1887)
- Janthecla leea Venables & Robbins, 1991
- Janthecla malvina (Hewitson, 1867)
- Janthecla sista (Hewitson, 1867)
- Kisutam syllis  (Godman & Salvin, 1887)
- Kolana ergina (Hewitson, 1867)
- Kolana ligurina (Hewitson, 1874)
- Lamprospilus aunus (Cramer, 1775)
- Lamprospilus coelicolor (Butler & Druce, 1872)
- Lamprospilus quadramacula (Austin & Johnson, 1997)
- Lamprospilus genius Geyer, 1832
- Lamprospilus orcidia(Hewitson, 1874)
- Laothus numen (Druce, 1907)
- Lamasina ganimedes  (Cramer, 1775)
- Lathecla latagus (Godman & Salvin, [1887])
- Magnastigma hirsuta (Prittwitz, 1865)
- Megathecla corentini (Faynel, 2009)
- Megathecla cupentus (Stoll, 1781)
- Ministrymon azia (Hewitson, 1873)
- Ministrymon cruenta (Gosse, 1880)
- Ministrymon megacles (Stoll, 1780)
- Ministrymon una (Hewitson, 1873)
- Ministrymon zilda (Hewitson, 1873)
- Mithras colombiensis (K.Johnson et  C., 1997)
- Mithras nautes (Cramer, 1779)
- Nicolaea besidia (Hewitson, 1868)
- Nicolaea fabulla (Hewitson, 1868)
- Ocaria ocrisia (Hewitson, 1868)
- Ocaria thales (Fabricius, 1793)
- Oenomaus isabellae Faynel, 2006
- Olynthus avoca (Hewitson, 1867)
- Olynthus essus (Herrich Schäffer, [1853])
- Olynthus fulvoventris (Austin & Johnson, 1998)
- Olynthus lorea ( Möschler, 1883)
- Olynthus narbal  (Stoll, 1790)
- Olynthus negrus (Austin & Johnson, 1998)
- Olynthus nitor (Druce, 1907)
- Olynthus ophelia (Hewitson, 1867)
- Olynthus punctum (Herrich Schäffer, [1853])
- Ostrinotes purpuriticus (Druce, 1907)
- Ostrinotes tarena (Hewitson, 1874)
- Paiwarria telemus (Cramer, 1775)
- Paiwarria venulius (Cramer, 1779)
- Panthiades aeolus (Fabricius, 1775)
- Parrhasius m-album (Boisduval & Le Conte, 1833)
- Parrhasius orgia (Hewitson, 1867)
- Porthecla forasteira Faynel & Moser, 2011
- Porthecla minyia (Hewitson, 1867)
- Pseudolycaena marsyas (Linnaeus, 1758)
- Rekoa marius (Lucas, 1857)
- Rekoa stagira (Hewitson, 1867)
- Rubroserrata ecbatana (Hewitson, 1868)
- Semonina ares (Godman & Savin, 1887)
- Strephonota acameda (Hewitson, 1867)
- Strephonota adela (Staudinger, 1888)
- Strephonota ambrax (Westwood, 1852)
- Strephonota bicolorata Faynel, 2003
- Strephonota carteia (Hewitson, 1867)
- Strephonota cyllarissus (Herbst, 1800)
- Strephonota malvania (Hewitson, 1867)
- Strephonota parvipuncta (Lathy, 1926)
- Strephonota porphyritis (Druce, 1907)
- Strephonota sphinx (Fabricius, 1775)
- Strephonota strephon (Fabricius, 1775)
- Strephonota syedra (Hewitson, 1867)
- Strephonota tephraeus (Geyer, 1837)
- Strephonota tyriam (Druce, 1907)
- Strymon megarus (Godart, [1824])
- Symbiopsis nivepunctata (Druce, 1907)
- Symbiopsis pupilla (Draudt, 1920)
- Symbiopsis rickmani (Schauss, 1902)
- Temecla tema (Hewitson, 1867)
- Theclopsis lydus (Hübner, [1819])
- Thepytus thyrea (Hewitson, 1867)
- Terenthina terentia (Hewitson, 1868)
- Thereus caltha (Druce, 1907)
- Thereus cithonius (Godart, [1824])
- Thereus enenia (Hewitson, 1867)
- Thereus genena (Hewitson, 1867)
- Thereus guianivaga (Johnson, 1989)
- Thereus ismarus (Cramer, 1777)
- Thereus lausus (Cramer, 1779)
- Thereus pedusa (Hewitson, 1867)
- Thereus phalanthus (Stoll, 1780)
- Thereus praxis (Godman & Savin, 1887)
- Thereus tiasa (Hewitson, 1869)
- Theritas espiritosanto (Balint& Moser, 2007)
- Theritas hemon (Cramer, 1775)
- Theritas lisus (Stoll, 1790)
- Theritas mavors Hübner, 1818)
- Theritas phegeus (Hewitson, 1865)
- Theritas triquetra (Hewitson, 1865)
- Theritas viresco (Druce, 1907)
- Thestius lycabas (Cramer, 1777)
- Thestius pholeus (Cramer, 1777)
- Thestius selina (Hewitson, 1867)
- Tmolus venustus (Druce, 1907)
- Trichonis hyacinthus (Cramer, [1775])
- Trichonis immaculata Lathy, 1930
- Ziegleria ceromia (Hewitson, 1877)
- Ziegleria hesperitis (Butler & Druce, 1872)

## Famille desRiodinidae
- Adelotypa penthea (Cramer, [1777])
- Adelotypa wia  Brévignon & Gallard, 1992
- Alesa amesis (Cramer, 1777)
- Alesa rothschildi (Seitz, [1917])
- Alesa telephae (Boisduval, 1836)
- Amarynthis meneria (Cramer, [1776])
- Ancyluris aristodorus (Morisse, 1838)
- Ancyluris aulestes (Cramer, 1777)
- Ancyluris meliboeus (Fabricius, 1777)
- Ancyluris tedea (Cramer, 1777)
- Anteros aurigans Gallard & Brévignon, 1989
- Archaeonympha drepana (Bates, 1868)
- Archaeonympha urichi (Vane-Wright, 1994)
- Argyrogrammana alstonii (Smart, 1979)
- Argyrogrammana chicomendesi Gallard, 1995
- Argyrogrammana denisi Gallard, 1995
- Argyrogrammana glaucopis (Bates, 1868)
- Argyrogrammana johannismarci Brévignon, 1995
- Argyrogrammana nurtia (Stichel, 1911)
- Argyrogrammana placibilis (Stichel, 1910)
- Argyrogrammana physis (Stichel, 1911)
- Argyrogrammana praestigiosa (Stichel, 1929)
- Argyrogrammana occidentalis (Godman & Salvin, [1886])
- Argyrogrammana rameli (Stichle, 1930)
- Argyrogrammana sebastiani Brévignon, 1995
- Argyrogrammana stilbe (Godart, [1824])
- Argyrogrammana sublimis Brévignon & Gallard, 1995
- Argyrogrammana talboti Brévignon & Gallard, 1998
- Argyrogrammana trochilia (Westwood, 1851)
- Argyrogrammana venilia (Bates, 1868)
- Aricoris zachaeus (Fabricius, 1798)
- Baeotis barce Hewitson, 1875
- Baeotis capreolus Stichel, 1910
- Baeotis euprepes (Bates, 1868)
- Baeotis hisbon (Cramer, [1775])
- Baeotis prima (Bates, 1868)
- Callistium cleadas (Hewitson, [1866])
- Calospila antonii Brévignon, 1995
- Calospila apotheta (Bates, 1868)
- Calospila emylius (Cramer, 1775)
- Calospila fannia (Godman, 1903)
- Calospila gallardi Brévignon, 1995
- Calospila gyges (Stichel, 1911)
- Calospila maeonoides (Godman, 1903)
- Calospila rhodope (Hewitson, 1853)
- Calospila satyroides (Lathy, 1932)
- Calospila thara (Hewitson, [1858])
- Calospila zeanger (Stoll, [1790])
- Calydna cabira Hewitson, 1854
- Calydna caieta Hewitson, 1854
- Calydna stolata Brévignon, 1998
- Calydna thersander (Stoll, [1780])
- Calydna venusta Godman & Salvin, [1886]
- Chalodeta chaonitis (Hewitson, [1866])
- Chalodeta chitinosa Hall, 2002
- Chamaelimnas briola Bates, 1868
- Chorinea amazon (Saunders, 1859)
- Chorinea batesii (Saunders, 1859)
- Chorinea octauius (Fabricius, 1787)
- Colaciticus johnstoni (Dannatt, 1904)
- Comphotis irroratum (Godman, 1903)
- Cremna actoris (Cramer, [1776])
- Cremna alector (Geyer, 1837)
- Dachetola pione (Bates, 1868)
- Detritivora cleonus (Stoll, [1782])
- Detritivora gallardi (Hall & Harvey, 2001)
- Dysmathia costalis Bates, 1868
- Dysmathia portia Bates, [1868]
- Emesis lucinda (Cramer, [1775])
- Esthemopsis crystallina Brévignon & Gallard, 1992
- Eurybia cyclopia Stichel, 1910
- Eurybia dardus (Fabricius, 1787)
- Eurybia juturna C. & R. Felder, 1865
- Euselasia arbas (Stoll, 1781)
- Euselasia bilineata Lathy, 1926
- Euselasia cafusa (Bates, 1868)
- Euselasia cuprea Lathy, 1926
- Euselasia euboea (Hewitson, [1853])
- Euselasia euodias (Hewitson, 1856)
- Euselasia euoras (Hewitson, [1855])
- Euselasia euryone (Hewitson, 1856)
- Euselasia eustola Stichel, 1919
- Euselasia eutychus (Hewitson, 1856)
- Euselasia fayneli Gallard, 2006
- Euselasia gelanor (Stoll, 1780)
- Euselasia lisias (Cramer, [1777])
- Euselasia ignitus Stichel, 1924
- Euselasia inini Brévignon, 1996
- Euselasia kartopus Stichel, 1919
- Euselasia lisias (Cramer, [1777])
- Euselasia manoa Brévignon, 1996
- Euselasia midas (Fabricius, 1775)
- Euselasia opalescens (Hewitson, [1855])
- Euselasia orfita (Cramer, 1777)
- Euselasia phedica (Boisduval, [1836])
- Euselasia phelina (Druce, 1878)
- Euselasia praecipua Stichel, 1924
- Euselasia rubrocilia Lathy, 1926
- Euselasia saulina Brévignon, 1996
- Euselasia scotinosa Stichel, 1930
- Euselasia teleclus (Stoll, 1787)
- Euselasia urites (Hewitson, [1853])
- Euselasia uzita (Hewitson, [1853])
- Euselasia venezolana Seitz, 1913
- Euselasia violetta (Bates, 1868)
- Euselasia waponaka Brévignon, 2011
- Euselasia zena (Hewitson, 1860)
- Helicopis cupido (Linnaeus, 1758)
- Helicopis endymiaena (Hübner, [1819])
- Hermathena candidata Hewitson, 1874
- Hyphilaria anthias (Hewitson, 1874)
- Hyphilaria nicia Hübner, [1819]
- Hyphilaria parthenis (Westwood, 1851)
- Ithomeis aurantiaca Bates, 1862
- Ithomiola floralis C. & R. Felder, [1865]
- Juditha azan (Westwood, [1851])
- Juditha dorilis (Bates, 1866)
- Juditha odites (Cramer, [1775])
- Lasaia agesilas (Latreille, 1809)
- Lasaia lalannei Gallard, 2008
- Lasaia oileus Godman, 1903
- Lemonias egaensis (Butler, 1867)
- Lemonias zygia Hübner, [1807]
- Leucochimona icare (Hübner, [1819])
- Leucochimona lagora (Herrich-Schäffer, [1853])
- Livendula aminias (Hewitson, 1863)
- Livendula balista (Hewitson, 1863)
- Livendula jasonhalli (Brévignon & Gallard, 1999)
- Livendula leucocyana (Geyer, 1837)
- Melanis aegates (Hewitson, 1874)
- Melanis electron (Fabricius, 1793)
- Menander coruscans (Butler, 1867)
- Menander hebrus (Cramer, [1775])
- Menander menander (Stoll, [1780])
- Menander thalassicus Brévignon & Gallard, 1992
- Mesene bomilcar (Stoll, 1790)
- Mesene epaphus (Stoll, 1780)
- Mesene monostigma (Erichson, [1849])
- Mesene nepticula Möschler, 1877
- Mesene patawa Brévignon, 1995
- Mesene phareus (Cramer, [1777])
- Mesene silaris Godman & Salvin, 1878
- Mesophthalma idotea Westwood, [1851]
- Mesosemia ackeryi Brévignon, 1997
- Mesosemia antaerice Hewitson, 1859
- Mesosemia ephyne (Cramer, 1776)
- Mesosemia epidius Hewitson, 1859
- Mesosemia esmeralda  Gallard & Brévignon, 1989
- Mesosemia eumene (Cramer, 1776)
- Mesosemia inconspicua Lathy, 1932
- Mesosemia melaene Hewitson, 1859
- Mesosemia menoetes Hewitson, 1859
- Mesosemia metope Hewitson, 1859
- Mesosemia minutula Gallard, 1996
- Mesosemia naiadella Stichel, 1909
- Mesosemia nympharena Stichel, 1909
- Mesosemia orbona Godman, 1903
- Mesosemia sifia (Boisduval, 1836)
- Mesosemia teulem Brévignon, 1995
- Metacharis lucius (Fabricius, 1793)
- Monethe albertus C. & R. Felder, 1862
- Mycastor nealces (Hewitson, 1871)
- Napaea beltiana (Bates, 1867)
- Napaea eucharila (Bates, 1867)
- Napaea gynaecomorpha  Hall, Harvey & Gallard, 2005
- Napaea nepos (Fabricius, 1793)
- Napaea orpheus (Westwood, 1851)
- Napaea sylva (Möschler, 1877)
- Notheme erota (Cramer, [1780])
- Nymphidium acherois (Boisduval, 1836)
- Nymphidium baeotia Hewitson, [1853]
- Nymphidium cachrus (Fabricius, 1787)
- Nymphidium callaghani Brévignon, 1999
- Nymphidium caricae (Linnaeus, 1758)
- Nymphidium colleti Gallard, 2008
- Nymphidium guyanensis Gallard & Brévignon, 1989
- Nymphidium hermieri Gallard, 2008
- Nymphidium lisimon (Stoll, 1790)
- Nymphidium manicorensis Callaghan, 1985
- Nymphidium mantus (Cramer, 1775)
- Nymphidium menalcus (Stoll, 1782)
- Pachythone lateritia Bates, 1868
- Panara phereclus (Linnaeus, 1758)
- Panaropsis semiota (Bates, 1868)
- Panaropsis thyatira (Hewitson, [1853])
- Pandemos pasiphae (Cramer, [1775])
- Perophthalma tullius (Fabricius, 1787)
- Pheles atricolor (Butler, 1871)
- Pheles heliconides Herrich-Schäffer, [1858]
- Pirascca arbuscula (Möschler, 1883)
- Pirascca interrupta (Lathy, 1932)
- Pirascca sticheli (Lathy, 1932)
- Pirascca tyriotes (Godman & Salvin, 1878)
- Riodina lysippus (Linnaeus, 1758)
- Rodinia calphurnia (Saunders, 1850)
- Roeberella flocculus Brévignon & Gallard, 1993
- Sarota acanthoides (Herrich-Schäffer, [1853])
- Sarota chrysus (Stoll, [1782])
- Sarota gamelia Godman & Salvin, [1886]
- Sarota miranda Brévignon, 1998
- Setabis epitus (Cramer, [1780])
- Setabis lagus (Cramer, [1777])
- Semomesia alyattes Zikán, 1952
- Semomesia capanea (Cramer, 1779)
- Semomesia cecilae  Gallard, 1997
- Semomesia nesti (Hewitson, 1858)
- Stalachtis calliope (Linnaeus, 1758)
- Stalachtis euterpe (Linnaeus, 1758)
- Stalachtis phaedusa (Hübner, [1813])
- Symmachia accusatrix Westwood, 1851
- Symmachia basilissa (Bates, 1868)
- Symmachia calligrapha Hewitson, 1867
- Symmachia calliste Hewitson, 1867
- Symmachia emeralda Hall et Harvey, 2002
- Symmachia estellina
- Symmachia falcistriga Stichel, 1910
- Symmachia hippea Herrich-Schäffer, [1853]
- Symmachia juratrix Westwood, 1851
- Symmachia leena Hewitson, 1870
- Symmachia leopardinum (C. & R. Felder, [1865])
- Symmachia multesima Stichel, 1910
- Symmachia miron Grose-Smith, 1898
- Symmachia norina Hewitson, 1867
- Symmachia pardalis Hewitson, 1867
- Symmachia poirieri, Gallard, 2009[1]
- Symmachia probetor (Stoll, [1782])
- Symmachia rosanti Gallard, déc. 2008
- Symmachia stigmosissima Stichel, 1910
- Symmachia technema Stichel, 1910
- Symmachia threissa Hewitson, 1870
- Symmachia triangularis (Thieme, 1907)
- Symmachia tricolor Hewitson, 1867
- Symmachia tigrina Hewitson, 1867
- Symmachia virgatula Stichel, 1910
- Synargis abaris (Cramer, 1776)
- Synargis agle (Hewitson, [1853])
- Synargis calyce (C. & R. Felder, 1862)
- Synargis chaonia (Hewitson, [1853])
- Synargis fenestrella (Lathy, 1932)
- Synargis galena (Bates, 1868)
- Synargis orestessa Hübner, [1819]
- Synargis phliasus (Clerck, 1764)
- Synargis tytia (Cramer, [1777])
- Themone pais ( Hübner, [1820])
- Theope amicitiae Hall, Gallard & Brévignon, 1998
- Theope archimedes (Fabricius, 1793)
- Theope aureonitens Bates, 1868
- Theope barea Godman & Salvin, 1878
- Theope batesi Hall, 1998 — en Guyane
- Theope brevignoni Gallard, 1996
- Theope caroli Brévignon, 2011
- Theope christiani Hall & Willmott, 1999
- Theope christophi P. & J. Jauffret, 2009
- Theope discus Bates, 1868 — en Guyane
- Theope ebera Brévignon, 2011
- Theope ernestinae Brévignon, 2011
- Theope eudocia Westwood, 1851
- Theope eurygonina Bates, 1868
- Theope excelsa Bates, 1868
- Theope fayneli Gallard, 2002
- Theope fernandezi Brévignon, 2011
- Theope foliolum Brévignon, 2011
- Theope foliorum Bates, 1868
- Theope fracisi Brévignon, 2010
- Theope galionicus Gallard & Brévignon, 1989
- Theope guillaumei Gallard, 1996
- Theope janus Bates, 1867
- Theope johannispetreus Brévignon, 2010
- Theope lampropteryx Bates, 1868
- Theope leucanthe Bates, 1868
- Theope lichyi Brévignon, 2011
- Theope lycaenina Bates, 1868
- Theope martinae Brévignon, 2011 — en Guyane
- Theope minialba Gallard, 2006
- Theope mundula Stichel, 1926
- Theope nobilis Bates, 1868
- Theope nycteis (Westwood, 1851)
- Theope orphana (Stichel, 1911)
- Theope palambala Gallard, 2009
- Theope pedias Herrich-Schäffer, [1853]
- Theope phaeo Prittwiz, 1865
- Theope philotes (Westwood, 1851)
- Theope pieridoides C. & R. Felder, 1865
- Theope rochambellus Brévignon, 2010
- Theope saphir Brévignon, 2009 — en Guyane
- Theope sericea Bates, 1868
- Theope sobrina Bates, 1868
- Theope sticheli Hall, 1998
- Theope terambus (Godart, [1824]) — en Guyane
- Theope tetrastigmoides Hall, 2008 — en Guyane
- Theope thootes Hewitson, 1860
- Theope virgilius (Fabricius, 1793)
- Theope wallacei Hall, 1998
- Theope zafaran Brévignon, 2011
- Thisbe molela (Hewitson, 1865)
- Xenandra helius (Cramer, 1779)
- Xynias lithosina (Bates, 1868)
- Zelotaea alba Gallard & Brévignon, 1989
- Zelotaea suffusca Brévignon & Gallard, 1993

## Famille desNymphalidae

### Sous-famille desApaturinae
- Doxocopa agathina (Cramer, [1777])

### Sous-famille desBiblidinae
- Antigonis pharsalia (Hewitson, [1852])
- Asterope markii (Hewitson, 1857)
- Callicore astarte (Cramer, 1779)
- Callicore maronensis (Oberthür, 1916)
- Callicore pygas (Godart, [1824])
- Callicore texa (Hewitson, [1855])
- Catonephele acontius (Linnaeus, 1771)
- Catonephele antinoe (Godart, [1824])
- Catonephele numilia(Cramer, 1776)
- Diaethria clymena (Cramer, [1775])
- Dynamine athemon (Linnaeus, 1758)
- Dynamine laugieri (Oberthür, 1916)
- Dynamine pebana Staudinger, [1885]
- Eunica alpais (Godart, [1824])
- Eunica amelia (Cramer, 1777)
- Eunica anna (Cramer, 1780).
- Eunica eurota (Cramer, [1775])
- Eunica orphise (Cramer, [1775])
- Eunica sophonisba (Cramer, 1780)
- Eunica volumna Godart, 1824.
- Hamadryas amphinome (Linnaeus, 1767)
- Hamadryas arinome (Lucas, 1853)
- Hamadryas feronia (Linnaeus, 1758)
- Mestra dorcas (Fabricius, 1775)
- Myscelia milloi Oberthür, 1916
- Nessaea batesii (C. & R. Felder, 1860)
- Panacea bleuzeni Plantrou & Attal, 1986
- Paulogramma pyracmon (Godart, [1824])
- Pyrrhogyra amphiro Bates, 1865
- Pyrrhogyra edocla (Doubleday, 1848)
- Pyrrhogyra neaerea (Linnaeus, 1758)
- Pyrrhogyra otolais Bates, 1864
- Pyrrhogyra stratonicus Fruhstorfer, 1908
- Temenis laothoe (Cramer, [1777])
- Vila emilia (Cramer, [1779])

### Sous-famille desCharaxinae
- Agrias amydon Hewitson, 1854
- Agrias claudina (Godart, [1824])
- Agrias narcissus Staudinger, [1885]
- Archaeoprepona amphimachus (Fabricius, 1775)
- Archaeoprepona demophon (Linnaeus, 1758)
- Fountainea ryphea (Cramer, [1775])
- Hypna clytemnestra (Cramer, 1777)
- Memphis acidalia (Hübner, [1819])
- Memphis basilia (Stoll, [1780])
- Memphis glauce (C. & R. Felder, 1862)
- Memphis grandis (Druce, 1877)
- Memphis laertes (Cramer, [1775])
- Memphis leonida (Stoll, [1782])
- Memphis moruus (Fabricius, 1775)
- Memphis oenomais (Boisduval, 1870)
- Memphis phantes (Hopffer, 1874)
- Memphis philumena (Doubleday, [1849])
- Memphis pithyusa (R. Felder, 1869)
- Memphis polycarmes (Fabricius, 1775)
- Memphis xenocles (Westwood, 1850)
- Polygrapha xenocrates (Westwood, 1850)
- Prepona dexamenus Hopffer, 1874
- Prepona eugenes Bates, 1865
- Prepona gnorima Bates, 1865
- Prepona laertes (Hübner, [1811])
- Prepona lygia Fruhstorfer, 1904
- Prepona neoterpe Honrath, 1844
- Prepona pheridamas (Cramer, [1777])
- Prepona philipponi Le Moult, 1932
- Prepona pseudomphale  Le Moult, 1932
- Prepona pylene Hewitson, 1853
- Prepona werneri Hering, 1925
- Zaretis itys (Cramer, 1777)

### Sous-famille desCyrestinae
- Marpesia orsilochus (Fabricius, 1776)

### Sous-famille desDanainae
- Aeria eurimedia (Cramer, [1777])
- Callithomia alexirrhoe Bates, 1862
- Callithomia lenea (Cramer, [1779])
- Ceratinia cayana (Salvin, 1869)
- Ceratinia neso (Hübner, [1806])
- Danaus eresimus (Cramer, [1777])
- Danaus gilippus (Cramer, [1775])
- Danaus plexippus (Linnaeus, 1758)
- Dircenna adina (Hewitson, [1855])
- Dircenna dero (Hübner, 1823)
- Episcada clausina (Hewitson, 1876)
- Forbestra equicola (Cramer, [1780])
- Godyris zavaleta (Hewitson, [1854])
- Hypoleria lavinia (Hewitson, [1855])
- Hyposcada anchiala (Hewitson, 1868)
- Hyposcada illinissa (Hewitson, 1851)
- Hyposcada zarepha (Hewitson, 1869)
- Hypothyris euclea (Godart, 1819)
- Hypothyris fluonia (Hewitson, 1854)
- Hypothyris gemella Fox, 1971
- Hypothyris leprieuri (Feisthamel, 1835)
- Hypothyris ninonia (Hübner, [1806])
- Hypothyris vallonia (Hewitson, [1853])
- Hypothyris xanthostola (Bates, 1862)
- Lycorea pasinuntia (Stoll, [1780])
- Lycorea halia (Hübner, 1816)
- Mcclungia cymo (Hübner, [1806])
- Mechanitis lysimnia (Fabricius, 1793)
- Mechanitis mazaeus Hewitson, 1860
- Mechanitis polymnia (Linnaeus, 1758)
- Melinaea lilis (Doubleday, 1847)
- Melinaea ludovica (Cramer, [1780])
- Melinaea menophilus (Hewitson, [1856])
- Melinaea mnasias (Hewitson, [1856])
- Melinaea mneme (Linnaeus, 1763)
- Melinaea satevis (Doubleday, 1847)
- Methona grandior (Forbes, 1944)
- Methona megisto C. & R. Felder, 1860
- Napeogenes inachia (Hewitson, 1855)
- Napeogenes rhezia (Geyer, [1834])
- Napeogenes sylphis (Guérin-Méneville, [1844])
- Oleria antaxis (Haensch, 1909)
- Oleria astrea (Cramer, [1775])
- Oleria flora (Cramer, 1779)
- Oleria ilerdina (Hewitson, [1858])
- Pseudoscada florula (Hewitson, [1855])
- Pteronymia primula (Bates, 1862)
- Scada reckia (Hübner, [1808])
- Sais rosalia (Cramer, [1779])
- Thyridia psidii (Linnaeus, 1758)
- Tithorea harmonia (Cramer, [1777])

### Sous-famille desHeliconiinae
- Actinote thalia (Linnaeus, 1758)
- Agraulis vanillae (Boisduval et Le Conte en 1835)
- Dione juno (Cramer, [1779])
- Eueides aliphera Godart, 1819
- Eueides isabella Cramer, 1781
- Eueides lampeto Bates, 1862
- Eueides libitina Staudinger, 1885
- Eueides lybia Fabricius, 1775
- Eueides tales (Cramer, [1775])
- Eueides vibilia Godart, 1819
- Heliconius antiochus (Linnaeus, 1767)
- Heliconius aoede (Hübner, [1813])
- Heliconius burneyi (Hübner, [1831])
- Heliconius charithonia (Linnaeus, 1767)
- Heliconius demeter Staudinger, [1897]
- Heliconius doris (Linnaeus, 1771)
- Heliconius egeria (Cramer, 1775)
- Heliconius elevatus Nöldner, 1901
- Heliconius erato (Linnaeus, 1764)
- Heliconius ethilla Godart, 1819
- Heliconius hecale (Fabricius, 1775)
- Heliconius lalitae Brévignon, 1996
- Heliconius melpomene (Linnaeus, 1758)
- Heliconius metharme (Erichson, [1849])
- Heliconius numata (Cramer, [1780])
- Heliconius ricini (Linnaeus, 1758)
- Heliconius telesiphe Doubleday, 1874
- Heliconius wallacei Reakirt, 1866
- Heliconius xanthocles Bates, 1862
- Philaethria andrei Brévignon, 2002
- Philaethria pygmalion (Fruhstorfer, 1912)

### Sous-famille desLibytheinae
Libytheana carinenta (Cramer, [1777])

### Sous-famille desLimenitidinae
- Adelpha boreas (Butler, [1866])
- Adelpha cocala (Cramer, [1779])
- Adelpha cytherea (Linnaeus, 1758)
- Adelpha erotia (Hewitson, 1847)
- Adelpha ethelda (Hewitson, 1867)
- Adelpha iphiclus (Linnaeus, 1758)
- Adelpha melona (Hewitson, 1847)
- Adelpha nea (Hewitson, 1847)
- Adelpha plesaure Hübner, 1823
- Adelpha pollina Fruhstorfer, 1915
- Adelpha radiata Fruhstorfer, 1915
- Adelpha serpa (Boisduval, [1836])
- Adelpha thesprotia (C. & R. Felder, [1867])

### Sous-famille desMorphinae
- Antirrhea ornata (Butler, 1870)
- Antirrhea philoctetes (Linnaeus, 1758)
- Caerois chorinaeus (Fabricius, 1775)
- Caligo euphorbus (C.Felder et R. Felder, 1862)
- Caligo eurilochus (Cramer, [1775])
- Caligo idomeneus (Linnaeus, 1758)
- Caligo teucer (Linnaeus, 1758)
- Catoblepia berecynthia (Cramer, [1777])
- Catoblepia versitincta (Stichel, 1901)
- Catoblepia xanthicles (Godman & Salvin, [1881])
- Catoblepia xanthus (Linnaeus, 1758)
- Dynastor darius (Fabricius, 1775)
- Dynastor macrosiris (Westwood, 1851)
- Eryphanis automedon (Cramer, [1775])
- Morpho achilles (Linnaeus, 1758)
- Morpho marcus (Schaller, 1785) = Morpho adonis (Cramer, 1775)
- Morpho deidamia (Hübner, [1819])
- Morpho eugenia Deyrolle, 1860
- Morpho hecuba (Linnaeus, 1771)
- Morpho helenor (Cramer, 1776)
- Morpho marcus (Schaller, 1785)
- Morpho menelaus (Linnaeus, 1758)
- Morpho rhetenor (Cramer, [1775])
- Morpho telemachus (Linnaeus, 1758)
- Opsiphanes cassiae (Linnaeus, 1758)
- Opsiphanes cassina C. & R. Felder, 1862
- Opsiphanes invirae (Hübner, [1808])
- Selenophanes cassiope (Cramer, [1775])

### Sous-famille desNymphalinae
- Anartia amathea (Linnaeus, 1758)
- Anartia jatrophae (Linnaeus, 1763)
- Baeotus aeilus (Stoll, 1780)
- Colobura annulata Willmott, Constantino & Hall, 2001
- Colobura dirce (Linnaeus, 1758)
- Eresia clio (Linnaeus, 1758)
- Eresia erysice (Geyer, 1832)
- Eresia eunice(Hübner, [1807])
- Eresia nauplius (Linnaeus, 1758)
- Eresia perna Hewitson, [1852]
- Historis acheronta (Fabricius, 1775)
- Hypolimnas misippus (Linnaeus, 1764)
- Janatella hera (Cramer, [1779])
- Junonia divaricata C. & R. Felder, [1867]
- Junonia evarete (Cramer, [1779])
- Junonia litoralis Brévignon, 2009
- Junonia genoveva (Cramer, [1780])
- Junonia wahlbergi Brévignon, 2008
- Ortilia liriope (Cramer, [1775])
- Siproeta stelenes (Linnaeus, 1758)
- Tegosa claudina (Eschscholtz, 1821)
- Telenassa fontus (Hall, 1928)

### Sous-famille desSatyrinae
- Amiga arnaca (Fabricius, 1776)
- Amphidecta calliomma (C.Felder et R. Felder, 1862)
- Caeruleuptychia brixius (Godart, [1824])
- Caeruleuptychia caerulea  (Butler, 1869)
- Caeruleuptychia helios n. ssp.
- Caeruleuptychia penicillata (Godman, 1905)
- Caeruleuptychia twalela  Brévignon, 2005
- Cepheuptychia cephus (Fabricius, 1775)
- Chloreuptychia chlorimene (Hübner, [1819])
- Chloreuptychia herseis (Godart, [1824])
- Chloreuptychia hewitsonii (Butler, 1867)
- Chloreuptychia tolumnia (Cramer, 1777)
- Cissia lesbia (Staudinger, [1886]
- Cissia maripa Brévignon, 2005
- Cissia myncea (Cramer, 1780)
- Cissia  penelope (Fabricius, 1775)
- Cissia terrestris  (Butler, 1867)
- Cithaerias andromeda (Fabricius, 1775)
- Erichthodes antonina (C. & R. Felder, [1867])
- Euptychia marceli Brévignon, 2005
- Euptychia mollina suzannae Brévignon, 2005
- Euptychia neildi Brévignon, 2005
- Euptychia rufocincta  Weymer, 1911
- Euptychia westwoodi muli Brévignon, 2005
- Haetera piera (Linnaeus, 1758)
- Harjesia blanda (Möschler, 1877)
- Harjesia griseola (Weyner, 1910)
- Harjesia gulnare (Butler, 1870) = Harjesia oreba
- Hermeuptychia hermes  (Fabricius, 1775)
- Magneuptychia divergens (Butler, 1867)
- Magneuptychia gera (Hewitson, 1850)
- Magneuptychia harpyia (C. & R. Felder, 1867)
- Magneuptychia iris (C. & R. Felder, 1867)
- Magneuptychia lea (Cramer, [1780])
- Magneuptychia libye (Linnaeus, 1767)
- Magneuptychia modesta (Butler, 1867)
- Magneuptychia murrayae Brévignon, 2005
- Magneuptychia newtoni (A.Hall, 1939)
- Magneuptychia ocypete (Fabricius, 1776)
- Magneuptychia tricolor (Hewitson, 1850)
- Manataria hercyna (Hübner, [1821])
- Megeuptychia antonoe (Cramer, 1775)
- Pareuptychia binocula (Butler, 1869)
- Pareuptychia hervei  Brévignon, 2005
- Pareuptychia hesionides deviae  Brévignon, 2005
- Pareuptychia lydia (Cramer, 1777)
- Pareuptychia ocirrhoe (Fabricius, 1775)
- Paryphthimoides argulus (Godart, [1824])
- Paryphthimoides undulata (Butler, 1867)
- Pierella astyoche (Erichson, [1849])
- Pierella lamia (Sulzer, 1776)
- Pierella hyalinus (Gmelin, [1790])
- Pierella lena (Linnaeus, 1767)
- Posttaygetis penelea (Cramer, 1775)
- Pseudodebis marpessa (Hewintson, 1862)
- Pseudodebis valentina (Cramer, 1779)
- Splendeuptychia clorimena (Stoll, 1780)
- Splendeuptychia furina (Hewintson, 1862)
- Splendeuptychia itonis (Hewintson, 1862)
- Splendeuptychia purusana ( Aurivillius, 1929)
- Taygetis cleopatra C.Felder et R. Felder, 1862
- Taygetis echo (Cramer, 1775)
- Taygetis laches (Fabricius ,1793) = Taygetis andromea (Cramer, 1776)
- Taygetis mermeria Cramer, 1776
- Taygetis oyapock Brévignon, 2007
- Taygetis rufomarginata Staudinger, 1888
- Taygetis thamyra (Cramer, 1779)
- Taygetis virgilia (Cramer, 1776)
- Taygetis zippora (Butler, 1869)
- Taygetomorpha celia (Cramer, 1779)
- Yphthimoides renata (Stoll, 1780)
- Yphthimoides eriphule (Butler, 1867)

### Sources
- les papillons de Guyane